# Bromeilles
Bromeilles là một xã trong tỉnh Loiret, vùng Centre-Val de Loire bắc trung bộ nước Pháp. Xã này nằm ở khu vực có độ cao từ 89-131 mét trên mực nước biển.